# Issa (città)
Issa (in russo Исса?) è un insediamento di tipo urbano della Russia europea centrale, situato nell'oblast' di Penza; è il centro amministrativo del distretto Issinskij.
Si trova sul fiume Issa, 100 km a nord di Penza.